# Aeolidia papillosa
Aeolidia papillosa (Linnaeus, 1761) è un mollusco nudibranchio della famiglia Aeolidiidae.

## Descrizione
Il corpo è caratterizzato da circa 200 piccoli cerata grigio scuro, fatta eccezione per la parte centrale anteriore, dietro i rinofori, e quella caudale. Lungo fino a 12 centimetri.

## Distribuzione e habitat
Canale della Manica, Mare del Nord, Mar Baltico occidentale. Coste atlantiche europee e nordamericane. Alcuni rinvenimenti sulle coste dell'America meridionale.

## Biologia
Si nutre principalmente di attinie e anemoni dei generi Actinia (Actinia crassicornis, Actinia equina ecc), Aiptasia, Anemonia (Anemonia sulcata, Anemonia viridis), Anthea, Anthopleura (Anthopleura artemisia, Anthopleura elegantissima ecc), Corynactis, Diadumene, Metridium (Metridium dianthus, Metridium senile ecc), Sagartia (Sagartia elegans, Sagartia troglodytes ecc), Tealia, Urticina.